# Austrofilius serratus
Austrofilius serratus är en kräftdjursart som beskrevs av Ernst Vanhöffen 1914. Austrofilius serratus ingår i släktet Austrofilius och familjen Janiridae. Inga underarter finns listade i Catalogue of Life.